# Montours
Montours ist eine Ortschaft und eine Commune déléguée in der französischen Gemeinde Les Portes du Coglais mit 1.045 Einwohnern (Stand: 1. Januar 2022) im Département Ille-et-Vilaine in der Region Bretagne. Die Bewohner nennen sich die Montourois.
Mit Wirkung vom 1. Januar 2017 wurden die ehemaligen Gemeinden Coglès, Montours und La Selle-en-Coglès zur Commune nouvelle Les Portes du Coglais zusammengelegt. Die Gemeinde Montours war Teil des Arrondissements Fougères-Vitré und des Kantons Antrain.

## Geographie
Nachbarorte von Montours sind im Nordwesten Coglès, Norden Le Ferré, im Osten Poilley und Le Châtelier, im Süden Saint-Germain-en-Coglès und Maen-Roch mit Saint-Étienne-en-Coglès und im Westen La Selle-en-Coglès.

## Sehenswürdigkeiten

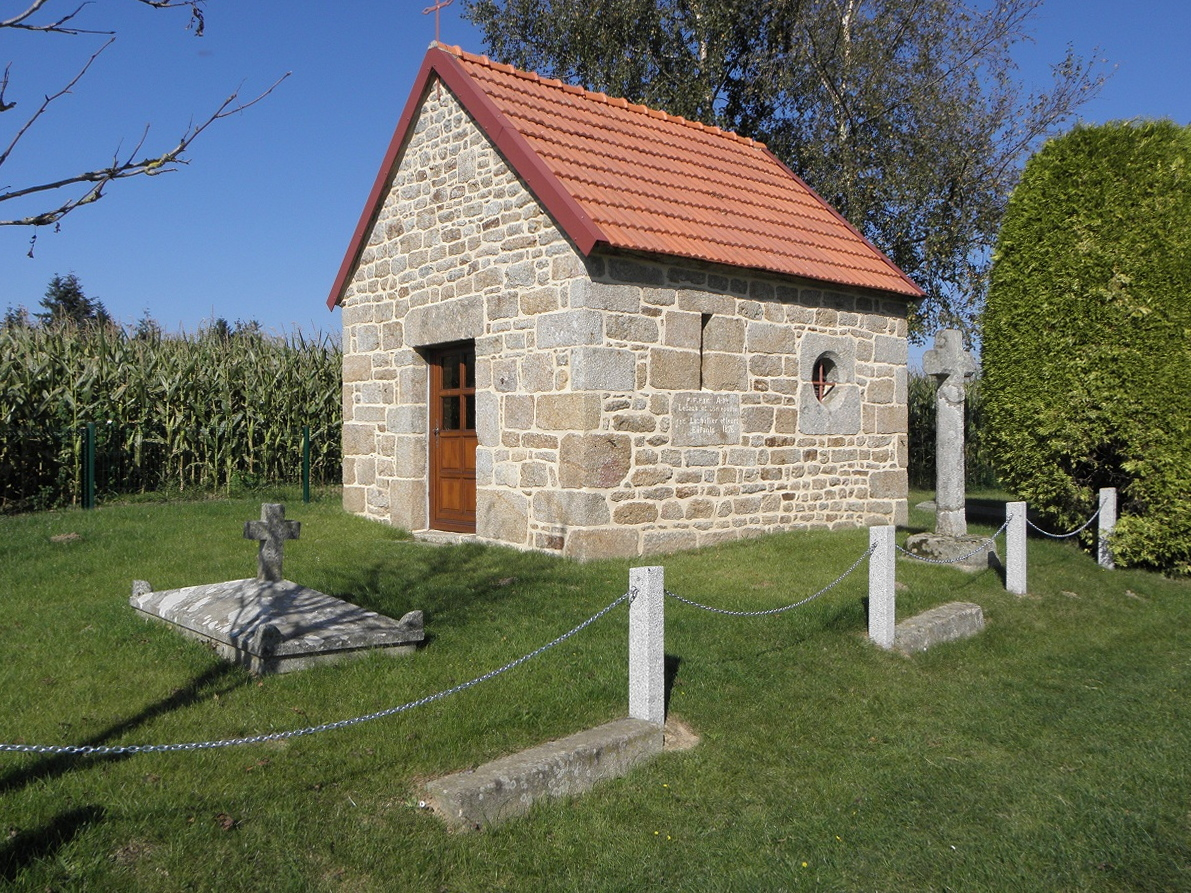
Kapelle Saint-Gorgon
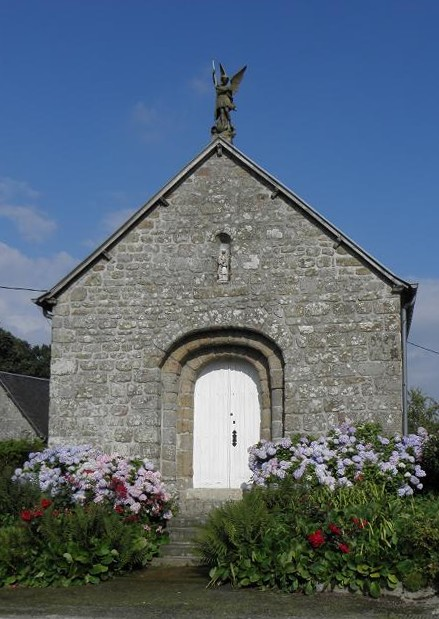
Kapelle Sainte-Anne
Kirche Saint-Martin
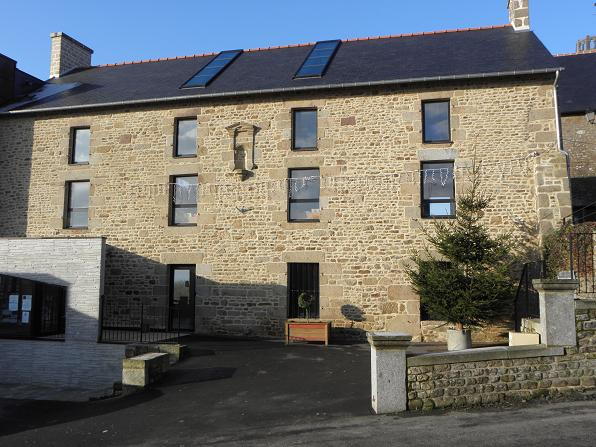
Die Ehemalige Mairie von Montours

- Kapelle Saint-Gorgon
- Kapelle Sainte-Anne
- Kirche Saint-Martin
- Die Ehemalige Mairie von Montours

## Bevölkerungsentwicklung
| Jahr      | 1962 | 1968 | 1975 | 1982 | 1990 | 1999 | 2007 | 2012 | 2013 |
| --------- | ---- | ---- | ---- | ---- | ---- | ---- | ---- | ---- | ---- |
| Einwohner | 1088 | 1040 | 940  | 807  | 810  | 806  | 946  | 1058 | 1070 |